# Obština Kărdžali
Obština Kărdžali (bulharsky Община Кърджали) je bulharská jednotka územní samosprávy v Kărdžalijské oblasti. Leží v jižním Bulharsku, s výjimkou nejseverozápadnější části, ve Východních Rodopech. Správním střediskem je město Kărdžali, kromě něj zahrnuje obština 117 vesnic. Žije zde necelých 70 tisíc stálých obyvatel.

## Sídla
| - Ajrovo - Bagra - Baštino - Beli Plast - Bjala Poljana - Bjalka - Blenika - Bojno - Boljarci - Božak - Broš - Carevec - Čeganci - Čerešica - Černa Skala - Čerňovci - Čiflik - Čilik - Dăngovo - Dăždino - Dăždovnica - Dobrinovo - Dolište - Dolna Krepost - Enčec - Găskovo - Glavatarci - Gluchar - Gňazdovo - Goljama Bara - Gorna Krepost - Chodžovci - Ilinica - Ivanci - Jarebica - Jastreb - Kalinka - Kalojanci - Kamenarci - Kărdžali (sídlo správy) | - Kjosevo - Kobiljane - Kokiče - Kokošane - Konevo - Kostino - Krajno Selo - Krin - Kruševska - Kruška - Lăvovo - Lisicite - Ljuljakovo - Mădrec - Majstorovo - Makedonci - Martino - Miladinovo - Most - Murgovo - Nenkovo - Nevestino - Ochljuvec - Opălčensko - Orešnica - Ostrovica - Pădarci - Pančevo - Peňovo - Pepelište - Perperek - Petlino - Povet - Prilepci - Propast - Rani List - Rezbarci - Ridovo - Rudina - Sedlovina | - Sestrinsko - Sevdalina - Sipej - Skalište - Skalna Glava - Skărbino - Snežinka - Sokoljane - Sokolsko - Solište - Sredinka - Staro Mjasto - Strachil Vojvoda - Straževci - Stremci - Stremovo - Svatbare - Široko Pole - Tatkovo - Topolčane - Tri Mogili - Vărbenci - Velešani - Visoka - Visoka Poljana - Višegrad - Volovarci - Zajčino - Zelenikovo - Zimzelen - Zornica - Zvănče - Zvănika - Zvezdelina - Zvezden - Zvinica - Žinzifovo - Žitarnik |

## Sousední obštiny
| Růžice kompasu |        | Černoočene       | Chaskovo   | Růžice kompasu |
| Růžice kompasu | Ardino | Sever            | Stambolovo | Růžice kompasu |
| Růžice kompasu | Ardino | Obština Kărdžali | Stambolovo | Růžice kompasu |
| Růžice kompasu | Ardino | Jih              | Stambolovo | Růžice kompasu |
| Růžice kompasu | Džebel | Momčilgrad       | Krumovgrad | Růžice kompasu |

## Obyvatelstvo
V obštině žije 68 125 stálých obyvatel a včetně přechodně hlášených obyvatel 126 852. Podle sčítáni 1. února 2011 bylo národnostní složení následující:
- Turci: 33 276 (55.5 %)
- Bulhaři: 24 285 (40.5 %)
- Romové: 1 013 (1.7 %)
- ostatní: 1 380 (2.3 %)